# Oviscapt
Oviscapt – rodzaj pokładełka, występujący u samic niektórych straszyków i muchówek.

## Straszyki
U straszyków oviscapt to pokładełko utworzone przez wydłużenie się, powstałego z ósmego sternitu, operculum i powstałej z 11 tergitu "płytki nadanalnej" (lamina supraanalis).
.
Oviscapt występuje u Heteropterygini, Obrimini, niektórych Eurycanthinae i niektórych Necrosciinae.

## Muchówki
U niektórych muchówek analogiczny narząd, również nazywany oviscaptem, powstaje ze zmodyfikowanych: siódmego tergitu i siódmego sternitu odwłoka.